# Zeuxine bifalcifera
Zeuxine bifalcifera är en orkidéart som beskrevs av Johannes Jacobus Smith. Zeuxine bifalcifera ingår i släktet Zeuxine och familjen orkidéer. Inga underarter finns listade i Catalogue of Life.